# Am Hardt (Sünching)

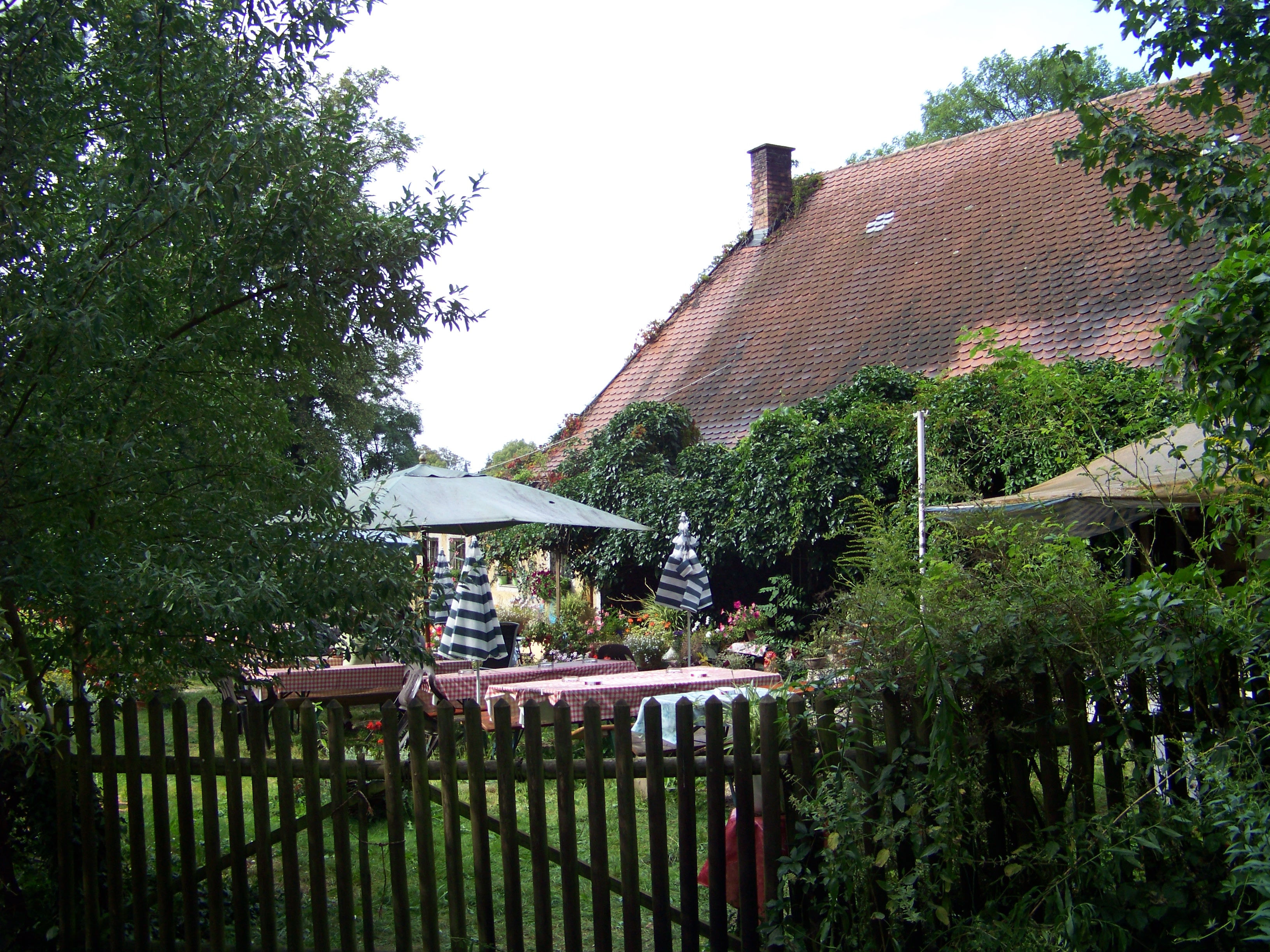
Sommerkeller

Am Hardt ist ein Ortsteil der Gemeinde Sünching im Landkreis Regensburg (Bayern) mit 66 Einwohnern (Stand: 31. Dezember 2020). Hier wird seit über 50 Jahren jeden zweiten Sonntag im Monat der Sünchinger Taubenmarkt abgehalten. Neben den namensgebenden Tauben wird auch anderes Geflügel und Kleintiere angeboten.
Das Dorf liegt am rechten Randhügel der nördlich verlaufenden Hartlaber an der Kreuzung der Staatsstraße 2111 mit der Ochsenstraße.
Der Sommerkeller mit Kellerhaus und Pavillon sind gelistete Baudenkmäler im Ort.